# Sân bay Denizli Çardak
Sân bay Çardak hay Denizli Çardak Airport (IATA: DNZ, ICAO: LTAY) là một sân bay nằm ở Çardak, tỉnh Denizli, Thổ Nhĩ Kỳ. Sân bay có một đường cất hạ cánh bề mặt rải nhựa đường.

## Các hãng hàng không và tuyến bay
- Anadolujet (Ankara)
- Turkish Airlines (Istanbul-Atatürk)